# Шахиди, Бурган
Бурга́н Шахиди́ (Бурга́н Шахиду́ллин, кит. трад. 包爾漢•沙希迪, упр. 包尔汉•沙希迪, пиньинь Bāo'érhàn•Shāxīdí, палл. Бао Эр Хань Ша Си Ди, тат. Borhan Şähidi / Борһан Шәһиди, Borhan Şähidullin / Борһан Шәһидуллин, уйг. بۇرھان شەھىدى‎, Burhan Shehidi; 21 сентября (3 октября) 1894, д. Аксу Тетюшский уезд, Казанская губерния, Российская империя — 27 августа 1989, Пекин, Китай) — китайский государственный и политический деятель татарского происхождения.

## Биография
В 1908—1911 годах в Казани учился в медресе «Мухаммадия», работал в книжном магазине издательства «Магариф». По национальности татарин.
С 1911 года работал бухгалтером в Семипалатинске в торговой компании «Тянь-Шань» купцов Яппаровых. С сентября 1912 года по 1922 год — в отделении компании в Западном Китае; после — на таможне. В 1925—1929 годах — начальник транспортного управления провинции Синьцзян.
В 1929—1933 годах обучался в Берлине (Германия).
В 1933—1937 годах — заместитель губернатора провинции Синьцзян. В 1937 году — консул Китая в СССР в городе Зайсан (Казахстан).
В 1938—1944 годах — в тюрьме в Китае.
В 1944—1947 годах — губернатор города Урумчи. В 1947—1949 годах — член гоминьдановского правительства Республики Китай в Нанкине, член правительства Восточно-Туркестанской Республики.
После победы КПК с 1949 года — председатель правительства Синьцзяна, член Военно-административного комитета Северо-Запада КНР. В 1951—1954 годах — председатель Народного Консультативного Совета (парламента) СУАР КНР.
В 1955—1966 годах — председатель Исламской Ассоциации Китая.
Во время Культурной революции 1966—1976 годов — в тюрьме.

## Сочинения
Автор книг:
- «Уйгурско-русско-китайский словарь» (1953)
- «50 лет в Синьцзяне» (1984)

## Память
В его честь в 2005 году улица Ухтомского в Казани переименована в улицу Бурхана Шахиди.